# Вулиця Кущова
Вулиця Кущова — вулиця у Шевченківському районі міста Львів, місцевість Збоїща. Пролягає від вулиці Збоїща до вулиці Миколайчука. Прилучається безіменний проїзд до вулиці Заміської.

## Історія та забудова
Вулиця виникла у складі селища Збоїща під назвою Дольна. У 1958 році, після включення Збоїщ до меж Львова, отримала сучасну назву.
Має типову для Збоїщ одноповерхову садибну забудову.